# Jan Boroński
Jan Paweł Boroński – polski matematyk, doktor habilitowany nauk matematycznych, zajmujący się układami dynamicznymi i topologią.

## Życiorys
Studia na kierunku matematyka ukończył na Uniwersytecie Śląskim w Katowicach w 2005 roku. Stopień doktora uzyskał w 2010, pod kierunkiem Krystyny Kuperberg, na Auburn University, a doktora habilitowanego w 2019 na Akademii Górniczo-Hutniczej im. Stanisława Staszica w Krakowie.
Od 2013 jest pracownikiem Center of Excellence IT4Innovations w Czechach. W latach 2010–2023 zatrudniony był także na Wydziale Matematyki Stosowanej Akademii Górniczo-Hutniczej im. Stanisława Staszica w Krakowie, a od marca 2023 pracuje na stanowisku profesora uczelni na Wydziale Matematyki i Informatyki Uniwersytetu Jagiellońskiego.
Swoje prace opublikował m.in. w „Topology and its Applications", „Proceedings of the American Mathematical Society", „Journal of Dynamics and Differential Equations", „Ergodic Theory and Dynamical Systems” i „Advances in Mathematics".